# Brunettia tribulosa
Brunettia tribulosa är en tvåvingeart som beskrevs av Quate 1967. Brunettia tribulosa ingår i släktet Brunettia och familjen fjärilsmyggor. Inga underarter finns listade i Catalogue of Life.